# Prémonitions (film, 2015)
Pour les articles homonymes, voir Prémonitions et Solace.
Pour plus de détails, voir Fiche technique et Distribution.
Prémonitions (Solace) est un thriller policier américain d'Afonso Poyart, sorti en 2015.
Un ancien médecin avec des facultés paranormales aide le FBI à rechercher un tueur en série doté des mêmes dons.

## Synopsis
Un carton introductif donne la signification du titre solace : « réconfort, consolation ».
Tout commence avec l'analyse d'une scène de crime, qui a les mêmes caractéristiques que plusieurs autres : une blessure à l'arrière du cou, sans ADN ou aucune autre empreinte.
Deux agents du FBI, Joe Merriwether et Katherine Cowles, une spécialiste en psychiatrie, sont impuissants. Joe, contre l'avis de Katherine, demande à voir son ami, John Clancy, médecin qui s'est retiré depuis deux ans à cause de la mort de sa fille d'une leucémie, et du divorce d'avec sa femme. Ils lui présentent les dossiers, mais John prévient qu'il n'exerce plus. Quand Katherine le touche, il a des visions sanglantes sur son avenir.
Il se présente donc le lendemain au FBI. On lui récapitule l'affaire en cours ; trois meurtres avec la même blessure à la base du crâne, tuant instantanément, l'assassin n'a pas commis la moindre erreur, et ses victimes n'ont aucun point commun.
Clancy se rend au domicile de la première victime pour trouver des indices et a encore des visions. Puis survient un quatrième meurtre, ressemblant aux trois précédents. Il utilise alors son don : toucher un objet lui permet de reconstituer le passé et de voir l'avenir. Un don qu'il n'attribue cependant pas à Dieu, étant athée mais le définissant comme une intuition très améliorée. Le quatrième meurtre montre que la victime allait apprendre que son mari l'avait trompée dans une relation homosexuelle et qu'il lui avait transmis le VIH.
Clancy trouve néanmoins une concordance entre les quatre morts : ils étaient tous en phase terminale d'une maladie. Bien que la seconde victime ne semble pas avoir eu de maladie, l'autopsie qu'il demande découvre une petite tumeur au cervelet. Clancy reçoit un mystérieux message qui lui fait abandonner l'enquête.
Cowles parvient à lui en faire révéler la cause : le tueur laisse des notes sur les lieux du meurtre prédisant les événements à venir de manière détaillée, Clancy en conclut que c'est un médium, qui le surpasse de loin. Il a toujours en tête l'image de l'inspectrice ensanglantée.
Puis un autre meurtre est commis, avec une mise en scène violente, mais le modus operandi ne correspond pas et le tueur a laissé des indices. Clancy est convaincu par Merriwether de revenir à l'enquête ; le voyant a cependant un très mauvais pressentiment. Dans l'immeuble du crime, le tueur blesse Merriweather d'une balle et s'enfuit. Clancy et Cowles le pourchassent à travers la ville, le tuent mais découvrent que ce n'est pas le tueur en série. Merriweather meurt peu après : il avait un cancer en phase terminale.
Dans un bar où il prend un verre, Clancy est abordé par le vrai tueur. Celui-ci justifie ses actes : il euthanasie les victimes de maladies qui les font souffrir, elles et leurs familles, avant même qu'elles ne formulent le souhait que la douleur cesse. Les deux hommes envisagent mentalement l'issue de leur confrontation : bien que le tueur soit sûr de pouvoir s'échapper malgré la présence de policiers dans le bar, Clancy déjoue ses attentes et le frappe à la tête, à l'endroit d'une cicatrice. Grâce à ce signe distinctif, le FBI trouve trace de 62 meurtres similaires dans toute l'Amérique. Cowles découvre ainsi le nom du tueur : Charles Ambrose.
Ambrose et Clancy se retrouvent dans un appartement où le premier allait empoisonner un homme atteint de neurofibromatose. Clancy explique qu'il n'est pas d'accord avec les idées du tueur : il ne faut pas priver les gens d'une seconde de leur vie, déjà trop courte, comme le lui a dit Joe Merriwether sur son lit de mort. Ambrose se justifie, puis s'échappe. Cowles se rend à l'appartement d'Ambrose : il avait enregistré un message vidéo, anticipant ce qui allait se passer ; il prédit que Cowles sera à l'endroit où tout finira.
Clancy et Ambrose se retrouvent dans une rame de métro, et ce dernier prédit que Clancy le tuera dans sept minutes. Cowles arrive dans la rame, arrêtée à une station sous la surveillance du SWAT. Clancy envisage l'avenir : Ambrose qui tire, tuant Cowles qui le plaquait au sol pour le protéger, puis Ambrose abattu par le SWAT. Clancy tire donc le premier et abat Ambrose, lui et Cowles n'étant blessés que superficiellement.
Plus tard, Clancy se réconcilie avec son épouse, et l'on découvre qu'il a euthanasié sa fille pour abréger ses souffrances. En voix-off, il déclare avoir trouvé quelqu'un pour continuer sa tâche.

## Fiche technique
Sauf indication contraire, les informations mentionnées dans cette section peuvent être confirmées par la base de données cinématographiques IMDb,  présente dans la section « Liens externes ».
- Titre original : Solace
- Titre français : Prémonitions
- Réalisation : Afonso Poyart
- Scénario : Sean Bailey et Ted Griffin, d'après le script de James Vanderbilt[1] (non crédité)
- Musique : BT
- Direction artistique : Cameron Beasley
- Décors : Frank Galline
- Costumes : Denise Wingate
- Montage : Lucas Gonzaga
- Photographie : Brendan Galvin
- Production : Thomas Augsberger, Matthias Emcke, Beau Flynn et Tripp Vinson
- Sociétés de production : Eden Rock Media, FilmNation Entertainment, Flynn Picture Company et New Line Cinema
- Sociétés de distribution : Lionsgate Premiere (États-Unis) ; SND (France)
- Budget : 30 000 000 $
- Pays d’origine :  États-Unis
- Langue originale : anglais
- Durée : 101 minutes
- Format : couleur — 2,35:1 — son Dolby Digital
- Genre : thriller policier
- Dates de sortie[2] : 
  - France : 9 septembre 2015
  - États-Unis : 16 décembre 2016
- Tous publics avec avertissement en France[3]
- Déconseillé aux moins de 12 ans lors de sa diffusion à la télévision.

## Distribution
- Anthony Hopkins (VF : Jean-Pierre Moulin) : Dr John Clancy
- Jeffrey Dean Morgan (VF : Didier Long) : agent Joe Merriwether
- Abbie Cornish (VF : Noémie Orphelin) : agent Katherine Cowles
- Colin Farrell (VF : Boris Rehlinger) : Charles Ambrose
- Matt Gerald (VF : Loïc Houdré) : agent Sloman
- Jose Pablo Cantillo (VF : Benjamin Penamaria) : agent Sawyer
- Marley Shelton : Laura Merriwether
- Xander Berkeley (VF : Nicolas Marié) : M. Ellis
- Kenny Johnson (VF : Damien Boisseau) : David Raymond
- Joshua Close : Linus Harp
- Sharon Lawrence (VF : Sandrine Cohen) : Laura
- Autumn Dial : Emma Clancy
- Janine Turner (VF : Catherine Griffoni) : Elizabeth Clancy
- Charles Lawlor (VF : Charles Borg) : le pathologiste
- Luisa Moraes : La femme dans la baignoire

 Source et légende : version française (VF) sur RS Doublage

## Production

### Genèse et développement
Dans les années 1990, Ted Griffin et Sean Bailey écrivent un scénario dans lequel un tueur en série est traqué sans succès par le FBI jusqu'à l'arrivée d'un médium. Séduite par l'idée, la société New Line Cinema achète les droits du scénario pour en faire la suite de Seven (1995) de David Fincher, dans laquelle Morgan Freeman reprendrait son rôle de William Somerset. Ce projet tombe rapidement à l'eau, car David Fincher ne veut pas y participer et Morgan Freeman a accepté un rôle similaire dans Le Masque de l'araignée (2001).
New Line relance le projet en 2002, rebaptisé Solace et avec Nick Cassavetes à la réalisation. Ce dernier refuse finalement l'offre et le poste est proposé au réalisateur de clips Miguel Sapochnik puis à Paul Verhoeven. En 2005, alors qu'aucun metteur en scène n'a été choisi, Bruce Willis est envisagé pour le rôle du médium. Mais le projet stagne à nouveau.
Peu de temps après, Mark Pellington est approché pour réaliser le film et James Vanderbilt pour retoucher le scénario. C'est un nouvel échec. Jusqu'au jour où, durant le tournage du film Le Rite, le producteur Beau Flynn fait lire le scénario à Anthony Hopkins, qui donne son accord. Le projet attendra jusqu'à trouver enfin son réalisateur : le Brésilien Afonso Poyart.

### Tournage
Le tournage a eu lieu à Atlanta.